# 新都市社会学
新都市社会学（しんとししゃかいがく、英: New Urban Sociology）は、都市をジェンダーや階級など社会組成的権力のあらわれる場として捉え分析する都市社会学の一分野である。「ニュー・アーバン・ソシオロジー」とも表記される。

## 歴史と概略
1960年代後半から70年代にかけて、従来の都市社会学における都市問題の認識において社会組成的権力の視点が欠けているとして、その都市イデオロギー性を批判し登場し、フランスやイギリスから世界中へ影響を及ぼした。マニュエル・カステルやロジキーヌがその代表的な論者である。デヴィッド・ハーヴェイもこの潮流に含まれる。
具体的には、それまでのシカゴ学派については、空間的形態から都市生活を演繹している点を批判し（ただしシカゴ・モノグラフには一定の評価を与える）、文化生態学については、都市を空間への社会の投影と捉える点を批判した。問題なのは、両者ともに、都市をそれ自体として研究しており、後期資本制の枠内で理解せず、結果として、国家による都市資源に対する介入・支配を隠蔽することになっている点である。

## 集合的消費論
カステルは、「都市的なるもの」を集合的消費（住民のコミュニティ資源への接近と分配、労働力の再生産）過程と規定して、都市を集合的消費の単位とした。そして、公的権力による集合消費手段の管理が一般化するにつれ、国家はその空間編成（「都市計画」）を通じて日常生活の支配者となると論じた。

## 都市社会運動論
以上の国家権力をめぐって、集合的消費過程における階級間の権力関係を視座に、都市グラスルーツからの集合的カウンターアクションとして都市社会運動が論じられた。この議論の背景には、経済・政治・文化といった社会の各層が相対的に自律性をもちながら、重層的に社会のあり方を決めていく過程を重視する構造主義的マルクス主義の影響がある。